# فوجی‌یوشیدا، یاماناشی
فوجی‌یوشیدا در استان یاماناشی در کشور ژاپن واقع شده‌است که دارای جمعیت ۵۱٬۸۷۹ نفر و مساحت ۱۲۱٫۸۳ کیلومتر مربع با تراکم جمعیت ۴۲۶ نفر در کیلومترمربع است و در تاریخ ۲۰ مارس ۱۹۵۱ به عنوان شهر شناخته شد.